# 杨竞衡
杨竞衡（1930年—），男，广东人，中国电气自动化专家，曾任中共天津市委常委，第八届全国人大代表、常委会委员。